# Ozzano dell’Emilia (przystanek kolejowy)
Ozzano dell’Emilia (wł. Stazione di Ozzano dell’Emilia) – przystanek kolejowy w Ozzano dell’Emilia, w prowincji Bolonia, w regionie Emilia-Romania, we Włoszech. Znajduje się na linii Bolonia – Ankona. 
Według klasyfikacji Rete Ferroviaria Italiana ma kategorią brązową.

## Historia
Przystanek Ozzano dell’Emilia otwarto 30 grudnia 2002.

## Infrastruktura
Przystanek ma dwa tory po jednym dla każdego kierunku jazdy, położone przy dwóch peronach, połączonych tunelem.

## Linie kolejowe
- Bolonia – Ankona